# Else Moltke
Else grevinde Moltke, født komtesse Moltke (2. marts 1888 på Conradineslyst ved Ruds Vedby – 10. januar 1986 i København) var en dansk forfatter, gift med Harald Moltke og søster til Ernst og Otto Moltke.

## Opvækst
Hun var datter af godsejer, senere hofjægermester, greve Otto Joachim Adam Moltke (1860-1937) og Ingeborg Valentiner (1862-1947) og voksede op på godset Nørager i Vestsjælland. Moltke henlevede sin barndom i et gammeldags adeligt miljø, hvilket senere satte sig spor i hendes forfatterskab. Hendes forældres værdier var strengt konservative. Hun blev indskrevet som stiftsfrøken i Vallø Stift for det tilfældes skyld, at hun ikke blev gift. Som 17-årig kom hun på husholdningsskole og fik derefter tilladelse til at tage undervisning i sprog og klaverspil. To år senere tilbragte hun en vinter på Borups Højskole i København, hvor hun mødte og blev forelsket i sin fjerne slægtning, polarrejsende og maler greve Harald Moltke (1871-1960), søn af plantageejer i USA greve Oskar Peter August Moltke (1828-1882) og Karen Marie født Jensdatter (1849-1939). Harald Moltke var godt nok greve, men også fattig og fritænker, så Else Moltkes forældre var modstandere af forbindelsen. Ikke desto mindre blev parret gift 30. marts 1910 i Buerup Kirke.

## Kvindesagen
Gennem sin mands netværk fik hun adgang til nye kredse, hvor kunst og videnskab blev diskuteret under frie forhold. Else Moltke engagerede sig i genrejsningsarbejdet for Bakkehuset, Kamma og Knud Lyne Rahbeks hjem og et af guldalderens centre. 1925 blev det indviet som museum, og Else Moltke sad senere i bestyrelsen for Bakkehuset Dansk Litteraturselskab 1932-59.
Moltke blev veninde med forfatteren Thit Jensen og blev inddraget i tidens diskussioner omkring kvindens livsvilkår, og som et led i bestræbelserne på at dygtiggøre kvinden tog hun sammen med Thit Jensen 1941 initiativet til oprettelsen af Københavns kvindelige diskussionsklub, der havde Moltke som formand indtil hendes død 1986. Elisabeth Bergstrand Poulsen var næstformand, mens bl.a. Thit Jensen var medlem af bestyrelsen. Til det første, orienterende møde mødte 200-300 interesserede frem, og i de følgende år var medlemstallet i perioder oppe på 800, så kvinderne måtte skrives på venteliste. Moltke skrev i 1974 en bog om foreningens historie, Kvinde før og nu. Hun var desuden medlem af Dansk Kvindesamfund og af den danske afdeling af kvindeorganisationen Open Door International, var bestyrelsesmedlem i Kvindelig Læseforening og havde sæde i repræsentantskabet for Danske Kvinders Nationalråd fra 1945. I 1984 var hun uofficiel opponent, da Pil Dahlerup forsvarede sin doktordisputats Det moderne gennembruds kvinder.
Else Moltke blev dekoreret med den polske orden Polonia Restitua i 1936 og modtog Thit Jensens Legat 1978.
Parret Moltke boede i en villa på Mariendalsvej 77 (nu Kristian Zahrtmanns Plads) på Frederiksberg, tegnet 1912 af Hans Koch og Carl Petersen. Efter sin mands død sørgede hun for at bevare hans livsværk gennem oprettelsen af stiftelsen Harald Moltkes malerisamling. Parret er begravet på Reerslev Kirkegård.
Hun er portrætteret af manden (1910) og tegnet af samme (1913).

## Forfatterskab
Fra 1931 var Else Moltke en produktiv leverandør af artikler til aviser og ugeblade. Hun skrev især om historiske personer og om herregårdsliv gennem tiderne. En hendes første bøger Fra Bondehus til Herregaard (1941) havde dette tema, og hovedparten af hendes bøger tager udgangspunkt i hendes adelige ungdomsmiljø, som hun med varm begejstring har skildret i bl.a. "Et herregårdsbarn ser tilbage" (i Herregaardsliv, red. Ernst Fr. Hansen, 1953), Fra herregård til kunstnerhus (1965) og Livet er en gave (1967). Hun skrev også om Moltke-slægten i bl.a. Gennem vinduet (1969) og Var det kærlighed? (1971). Hun skildrede herregården Nøragers historie i Nørager før og nu (1970).
I 1939 skrev hun bogen Polsk September under indtryk af tyskernes besættelse af Polen, og i 1954 redigerede hun Bogen om Thit Jensen. Hendes engagement i kvindesagen viste sig også i bogen Kvinde før og nu (1974).
I Carl Johan Bernadotte (1977), skildres Jean-Baptiste Bernadottes livsbane fra fransk underofficer til svensk konge. Senere udgav hun Napoleon og Talleyrand (1981). Hendes bøger er fabulerende, med romantisk-pittoreske detaljer, men savner historisk-kritiske overvejelser.